# HVDC
HVDC - eller High-voltage direct current - er et transmissionssystem, der anvender jævnstrøm til overføring af elektrisk energi til forskel fra almindelige vekselstrømsledninger i transmissionsnettet.
HVDC anvendes i tilfælde, hvor to ikke-synkroniserede vekselstrømssystemer skal forbindes eller i tilfælde af lange underjordiske eller undersøiske kabelforbindelser, hvor det ikke er muligt at anvende vekselstrøm.

## Teknik
Vekselstrømmen omdannes i en omformerstation med en omformer til jævnstrøm, som kan overføres med små tab over store afstande. I den anden ende af forbindelsen omdannes jævnstrømmen igen til vekselstrøm, som kan sendes ind i nettet. Det er muligt at overføre energi i begge retninger ved en passende styring af konverteren.
Den mest anvendte konvertertype anvender tyristorer til at kontrollere strømmen. Tyristorer har dog den ulempe, at strømmen ikke kan afbrydes med et styresignal og er afhængig af de naturlige nulgennemgange i vekselstrømmen for at "slukke". Dette stiller visse krav til et "stærkt" vekselstrømsnet i begge ender af en sådan forbindelse.
En nyere type konverter, kaldet VSC, anvender IGBT transistorer, som kan tændes og slukkes vilkårligt, og sådanne VSC konvertere har derfor en række fordele over tyristorbaserede konvertere.
HVDC har også andre ulemper i forhold til vekselstrømsoverføring, da omformerstationerne er kostbare og forårsager energitab. Derfor anvendes HVDC normalt ikke over kortere afstande, hvis det er teknisk muligt at anlægge en vekselstrømsforbindelse.